# The Lost Fingers
The Lost Fingers es un grupo musical canadiense de gypsy jazz (en francés jazz manouche) originario de la ciudad de Quebec. Sus miembros son el doctor Christian Roberge (vocalista, guitarra), Byron «Maiden» Mikaloff (coros, guitarra), y Alex Morissette (coros, contrabajo).
Lost in the 80s, su álbum de debut del año 2008, consiguió un disco de platino por sus 100.000 ventas en Quebec solo después de las 12 semanas de su lanzamiento. Su distribución fuera de Quebec comenzaron el 27 de enero de 2009, después de la cual las ventas del álbum alcanzaron las 200.000. Internationalmente, Lost in the 80's ha sido lanzado en más de ocho países, incluyendo los EE. UU., Bélgica, Francia, México, Suiza y España. Dentro de las ventas canadienses en 2008 de artistas nacionales, este álbum fue segundo solo después de Dark Horse de Nickelback. Su segundo álbum Rendez-vous rose se lanzó el 16 de junio de 2009 y ofrece versiones de exitosas canciones en francés. Rendez-vous Rose oficialmente alcanzó el disco de oro en 2009, vendiendo más de 45.000 álbumes.
El nombre de la banda se inspira en el guitarrista de jazz gitano Django Reinhardt, que perdió el uso de dos dedos tras un incendio.
En 2009, el grupo fue nominado a dos premios Juno en las categorías de Elección de los fanes y Álbum del año, debido al éxito de su debut.
En 2011 presentó su cuarto álbum La Marquise.

## Discografía
- 2008: Lost in the 80's
- 2009: Rendez-vous rose
- 2010: Gypsy Kameleon
- 2011: La Marquise
- 2014: Wonders of the World
- 2016: Christmas Caravan
- 2017: Coconut Christmas
- 2018: Worldwide Christmas
- 2020: VS.